# Phil Morris
Phillip Morris (Iowa City, Johnson megye, 1959. április 4. –) amerikai színész.
Legismertebb alakítása Jackie Chiles az 1993 és 1998 között futott Seinfeld című sorozatban. A Doom Patrol című sorozatban is szerepelt.

## Fiatalkora
Iowa Cityben született, Greg Morris  színész fia. Nővére Iona Morris.

## Pályafutása
Első szerepe az 1966-os Star Trek című sorozatban volt. A kilencvenes években a Seinfeld című sorozatban szerepelt. Szerepelt a Mission: Impossible – Az akciócsoport című sorozatban. A The PJs című sorozatban szinkronizált. A SuperF*ckers című sorozatban is szinkronizált.

## Magánélete
1983 óta házas, felesége Carla Gittelson lakberendező. Két gyermekük született.

## Filmográfia

### Filmek
| Év   | Magyar cím                                     | Eredeti cím                                                    | Szerep                             | Magyar hang                                      |
| ---- | ---------------------------------------------- | -------------------------------------------------------------- | ---------------------------------- | ------------------------------------------------ |
| 2020 |                                                | Curious George: Go West, Go Wild!                              | Frank Stetson (hang)               |                                                  |
| 2020 | Superman: Vörös Nap                            | Superman: Red Son                                              | James Olsen (hang)                 |                                                  |
| 2018 | Tini titánok, harcra fel! – A moziban          | Teen Titans Go! To the Movies                                  | D.O.O.M.S.D.A.Y. (hang)            |                                                  |
| 2017 | A csillag                                      | The Star                                                       | Baltazár / Molnár (hang)           | Seder Gábor (Baltazár) Bácskai János (Molnár)    |
| 2017 |                                                | All I Want For Christmas Is You                                | Bud                                |                                                  |
| 2016 |                                                | Officer Downe                                                  | Zen Mester Flash (hang)            |                                                  |
| 2016 | Scooby-Doo! és a WWE: Rejtély az autóversenyen | Scooby-Doo! and WWE: Curse of the Speed Demon                  | Walter Qualls (hang)               | Debreczeny Csaba                                 |
| 2016 |                                                | Bling                                                          | további hangok                     |                                                  |
| 2016 | Az Igazság Ligája – Kozmikus küzdelem          | Lego DC Comics Super Heroes: Justice League – Cosmic Clash     | Vandal Savage (hang)               | Schneider Zoltán                                 |
| 2016 | Lego Scooby-Doo és a fekete lovag kincse       | Lego Scooby-Doo! Knight Time Terror                            | Adam / Phil (hang)                 | Szabó Sipos Barnabás (Adam) Faragó András (Phil) |
| 2015 | Az Igazság Ligája a Bizarro Liga ellen         | Lego DC Comics Super Heroes: Justice League vs. Bizarro League | Sólyom / Zöld Íjász (hang)         | Harcsik Róbert (Sólyom)                          |
| 2012 | Az Igazság Ligája – Pusztulás                  | Justice League: Doom                                           | Vandal Savage (hang)               | Rosta Sándor                                     |
| 2011 |                                                | Stonerville                                                    | Clay Redding                       |                                                  |
| 2009 | Fekete Dinamit                                 | Black Dynamite                                                 | Saheed                             |                                                  |
| 2008 | Dead Space: Holt tér                           | Dead Space: Downfall                                           | Hansen / Glenn (hang)              |                                                  |
| 2008 | Az Igazság Ligája – Az új küldetés             | Justice League: The New Frontier                               | King Faraday (hang)                | Galbenisz Tomasz                                 |
| 2008 | Spárta a köbön                                 | Meet the Spartans                                              | Perzsa követ                       | Barabás Kiss Zoltán                              |
| 2007 | Ultrakopó                                      | Underdog                                                       | Supershep (hang)                   |                                                  |
| 2006 | A jeti visszatér                               | Abominable                                                     | McBride seriffhelyettes            |                                                  |
| 2005 | Utánam a lavina                                | Frostbite                                                      | J.P. Millhouse                     | Csík Csaba Krisztián                             |
| 2004 |                                                | Comic Book: The Movie                                          | önmaga                             |                                                  |
| 2003 | Atlantisz 2. – Milo visszatér                  | Atlantis: Milo's Return                                        | Dr. Joshua Strongbear Éjdes (hang) | Galambos Péter                                   |
| 2002 |                                                | Justice League: The Savage Time                                | Vandal Savage (hang)               |                                                  |
| 2001 | Atlantisz – Az elveszett birodalom             | Atlantis: The Lost Empire                                      | Dr. Joshua Strongbear Éjdes (hang) | Galambos Péter                                   |
| 2000 | 3 dobás                                        | 3 Strikes                                                      | Mr. Libowitz                       |                                                  |
| 1998 | Agyaggalamb                                    | Clay Pigeons                                                   | Reynard ügynök                     |                                                  |
| 1998 |                                                | Devil in the Flesh                                             | Joe Rosales nyomozó                |                                                  |
| 1997 | Amikor a farok csóválja…                       | Wag the Dog                                                    | Másodpilóta                        |                                                  |
| 1996 | Hull a pelyhes                                 | Jingle All the Way                                             | Gale Force                         | Kassai Károly                                    |
| 1986 |                                                | P.I. Private Investigations                                    | Eddie Gordon                       |                                                  |
| 1984 | Star Trek III: Spock nyomában                  | Star Trek III: The Search for Spock                            | Foster kadét                       | Rosta Sándor                                     |

### Televíziós szerepek
| Év         | Magyar cím                            | Eredeti cím                             | Szerep                                                            | Megjegyzések                                                                                |
| ---------- | ------------------------------------- | --------------------------------------- | ----------------------------------------------------------------- | ------------------------------------------------------------------------------------------- |
| 2019–      | Doom Patrol                           | Doom Patrol                             | Silas Stone                                                       | 4 epizód magyar hangja Dézsy Szabó Gábor                                                    |
| 2018       | Angie Tribeca – A törvény nemében     | Angie Tribeca                           | Samuel Hagar                                                      | 1 epizód                                                                                    |
| 2018       |                                       | 'Bravest Warriors                       | George (hang)                                                     | 5 epizód                                                                                    |
| 2018       | Vadócok                               | Craig of the Creek                      | Earl Williams (hang)                                              | 9 epizód                                                                                    |
| 2018       |                                       | Work in Progress                        | önmaga                                                            | 1 epizód                                                                                    |
| 2018       |                                       | 9JKL                                    | Dr. Starnes                                                       | 1 epizód                                                                                    |
| 2018       | Az ifjú Sheldon                       | Young Sheldon                           | Egy (hang)                                                        | 2 epizód magyar hangja Papucsek Vilmos                                                      |
| 2017       | NCIS: Los Angeles                     | NCIS: Los Angeles                       | Colton Leach                                                      | 13 epizód                                                                                   |
| 2017       |                                       | Powerless                               | Tudós                                                             | 1 epizód                                                                                    |
| 2016       | Még mindig Bír-lak                    | Fuller House                            | Dave                                                              | 1 epizód                                                                                    |
| 2016       |                                       | Pure Genius                             | Ryan őrmester                                                     | 1 epizód                                                                                    |
| 2016       | Feketék fehéren                       | Black-ish                               | Frank Duckworth                                                   | 1 epizód                                                                                    |
| 2016       | Csak lazán, Scooby-Doo!               | 'Be Cool, Scooby-Doo!                   | Ed Johnson / Anderson kapitány                                    | 1 epizód magyar hangja Bácskai János (Ed)                                                   |
| 2015–2016  | Kirby Buckets kalandjai               | Kirby Buckets                           | Bob Bruchow                                                       | 2 epizód magyar hangja Maday Gábor                                                          |
| 2015       | Riley a nagyvilágban                  | Girl Meets World                        | LaChance ügynök                                                   | 1 epizód                                                                                    |
| 2014–2016  | Papás-Babás                           | Baby Daddy                              | Marshall Dobbs                                                    | 3 epizód                                                                                    |
| 2014       | A kertvárosi gettó                    | The Boondocks                           | további hang                                                      | 2 epizód                                                                                    |
| 2013       | Szófia hercegnő                       | Sofia the First                         | Plank (hang)                                                      | 1 epizód magyar hangja Kálid Artúr                                                          |
| 2012–2013  | A Pókember elképesztő kalandjai       | Ultimate Spider-Man                     | Max Fury / Skorpió (hang)                                         | 2 epizód                                                                                    |
| 2012–2013  | Zöld Lámpás                           | Green Lantern: The Animated Series      | Saint Walker (hang)                                               | 4 epizód                                                                                    |
| 2012–2013  |                                       | SuperF*ckers                            | Ultra Richard / Plant Pal (hang)                                  | főszereplő                                                                                  |
| 2011–2013  | Indul a risza!                        | Shake It Up                             | Dr. Curtis Blue                                                   | 5 epizód magyar hangja Epres Attila                                                         |
| 2011       | Vérmes négyes                         | Hot in Cleveland                        | Lou                                                               | 1 epizód magyar hangja Vass Gábor                                                           |
| 2010–2014  |                                       | 'Love That Girl!                        | Delroy Jones                                                      | 15 epizód                                                                                   |
| 2010       |                                       | Black Panther                           | W'Kabi / M'Butu (hang)                                            | 5 epizód                                                                                    |
| 2010       |                                       | Warren the Ape                          | Dr. Thom Milligan                                                 | 1 epizód                                                                                    |
| 2009       | Batman: A bátor és a vakmerő          | Batman: The Brave and the Bold          | Jonah Hex / Róka                                                  | 2 epizód magyar hangja Zöld Csaba                                                           |
| 2008–2010  | Szombaték titkos világa               | The Secret Saturdays                    | Szombat Doktor / Dr. Odele / Wyatt / Hétfő Doktor (hang)          | 25 epizód                                                                                   |
| 2008–2009  | Terminátor – Sarah Connor krónikái    | Terminator: The Sarah Connor Chronicles | Miles Dyson                                                       | 3 epizód                                                                                    |
| 2008       | X-Men – Az újrakezdés                 | Wolverine and the X-Men                 | Randy (hang)                                                      | 1 epizód                                                                                    |
| 2008       | Vissza a farmra                       | Back at the Barnyard                    | Bessy gyereke (hang)                                              | 1 epizód                                                                                    |
| 2007–2008  |                                       | Legion of Super Heroes                  | Imperiex (hang)                                                   | 7 epizód                                                                                    |
| 2007       | CSI: Miami helyszínelők               | CSI: Miami                              | Peter Ashford                                                     | 1 epizód                                                                                    |
| 2006–2011  | Smallville                            | Smallville                              | J'onn J'onzz / Marsbéli Vadász                                    | 11 epizód magyar hangja Beszterczey Attila                                                  |
| 2006–2007  | Amerikai sárkány                      | 'American Dragon: Jake Long             | Hank Carter ezredes (hang)                                        | 2 epizód                                                                                    |
| 2006       | Flúgos csapat                         | Loonatics Unleashed                     | további hang                                                      | 3 epizód                                                                                    |
| 2006       | NCIS                                  | NCIS                                    | Martino kapitány                                                  | 1 epizód                                                                                    |
| 2005       | Will és Grace                         | Will & Grace                            | Dr. Norman                                                        | 1 epizód                                                                                    |
| 2005       |                                       | Fat Actress                             | férfi a pultnál                                                   | 1 epizód                                                                                    |
| 2005       |                                       | All of Us                               | Eric Calhoun                                                      | 1 epizód                                                                                    |
| 2004–2007  | Danny Phantom                         | Danny Phantom                           | Damon Gray (hang)                                                 | 5 epizód                                                                                    |
| 2004       |                                       | Quintuplets                             | Mark                                                              | 1 epizód                                                                                    |
| 2004       | Szívem csücskei                       | Still Standing                          | Dr. Holden                                                        | 1 epizód                                                                                    |
| 2004       |                                       | The Tracy Morgan Show                   | Kenny Bradley                                                     | 1 epizód                                                                                    |
| 2003–2007  | Kim Possible                          | Kim Possible                            | Lieutenant Franklin / Infinity Guy / Falsetto Jones / Jake (hang) | 6 epizód                                                                                    |
| 2003       |                                       | 'Wanda at Large                         | Bradley Grimes                                                    | 7 epizód                                                                                    |
| 2003       |                                       | Static Shock                            | Jonathan Vale / Shenice apja                                      | 2 epizód                                                                                    |
| 2001–2003  | Az igazság ligája                     | Justice League                          | Vandal Savage (hang)                                              | 7 epizód magyar hangja Orosz István (1. hang) Rosta Sándor (2. hang) Sörös Sándor (3. hang) |
| 2001       |                                       | Girlfriends                             | Dr. Clay Spencer                                                  | 4 epizód                                                                                    |
| 2001       | Seven Days – Az időkapu               | Seven Days                              | Beekman ezredes                                                   | 1 epizód                                                                                    |
| 2000–2001  | Sötét zsaruk                          | Men in Black: The Series                | további hang                                                      | 4 epizód                                                                                    |
| 2000       |                                       | Any Day Now                             | Brian Harmon                                                      | 1 epizód                                                                                    |
| 1999–2001  |                                       | The PJs                                 | Thurgood Stubbs (hang)                                            | 17 epizód                                                                                   |
| 1999       | Star Trek: Voyager                    | Star Trek: Voyager                      | John Kelly hadnagy                                                | 1 epizód                                                                                    |
| 1999       | Beverly Hills 90210                   | Beverly Hills, 90210                    | Hayes                                                             | 1 epizód                                                                                    |
| 1999       |                                       | Moesha                                  | Joe Scott                                                         | 2 epizód                                                                                    |
| 1998–1999  | Szerelemhajó                          | 'Love Boat: The Next Wave               | Will Sanders                                                      | főszereplő magyar hangja Damu Roland                                                        |
| 1998       |                                       | The Tony Danza Show                     | Dale Turner                                                       | 1 epizód                                                                                    |
| 1997, 2005 | JAG – Becsületbeli ügyek              | JAG                                     | Koonan kapitány / Max Engler kapitány                             | 2 epizód                                                                                    |
| 1997       |                                       | In the House                            | Dr. Goldwire                                                      | 4 epizód                                                                                    |
| 1997       |                                       | Hangin' with Mr. Cooper                 | Fernando                                                          | 1 epizód                                                                                    |
| 1997       |                                       | The Steve Harvey Show                   | Trent Underwood                                                   | 1 epizód                                                                                    |
| 1997       |                                       | The Jamie Foxx Show                     | Ron                                                               | 1 epizód                                                                                    |
| 1996–1997  | Star Trek: Deep Space Nine            | Star Trek: Deep Space Nine              | Thopok / Remata'Klan                                              | 2 epizód                                                                                    |
| 1996–1997  |                                       | Martin                                  | Jim Bozack / Sterling Sweets                                      | 2 epizód                                                                                    |
| 1996–1997  | Melrose Place                         | Melrose Place                           | Walter                                                            | 7 epizód                                                                                    |
| 1996       |                                       | Lush Life                               | Wallace                                                           | 1 epizód                                                                                    |
| 1996       |                                       | 'The Wayans Bros.                       | Parker                                                            | 1 epizód                                                                                    |
| 1996       | Babylon 5                             | Babylon 5                               | Bill Trainor                                                      | 1 epizód                                                                                    |
| 1995, 1997 | Halálbiztos diagnózis                 | Diagnosis: Murder                       | Roger Nelson / Jim Kesler                                         | 2 epizód                                                                                    |
| 1995–1996  |                                       | The Twisted Tales of Felix the Cat      | további hang                                                      | 7 epizód                                                                                    |
| 1995       |                                       | Living Single                           | Preston August                                                    | 1 epizód                                                                                    |
| 1995       |                                       | Pointman                                | Hightower                                                         | 1 epizód                                                                                    |
| 1994       |                                       | Tracks of Glory                         | Marshall W. 'Major' Taylor                                        | főszereplő                                                                                  |
| 1993       | Kaliforniába jöttem                   | The Fresh Prince of Bel-Air             | Scott Burton professzor                                           | 1 epizód                                                                                    |
| 1993–1998  | Seinfeld                              | Seinfeld                                | Jackie Chiles                                                     | 6 epizód                                                                                    |
| 1993       | Gyilkos sorok                         | Murder, She Wrote                       | David Salt                                                        | 1 epizód                                                                                    |
| 1990–1991  |                                       | WIOU                                    | Eddie Brock                                                       | főszereplő                                                                                  |
| 1990       | Jackie Collins: Vad játszma           | 'Lucky Chances                          | Steven Dimes                                                      | főszereplő                                                                                  |
| 1988–1990  | Mission: Impossible – Az akciócsoport | Mission: Impossible                     | Grant Collier                                                     | főszereplő magyar hangja Both András (1. szinkron) Kálid Artúr (2. szinkron)                |
| 1988       | Cheers                                | Cheers                                  | Exterminator                                                      | 1 epizód                                                                                    |
| 1988       |                                       | 227                                     | Darren Montagne                                                   | 1 epizód                                                                                    |
| 1987–1988  |                                       | Marblehead Manor                        | Jerry Stockton                                                    | főszereplő                                                                                  |
| 1986–1988  |                                       | It's a Living                           | Jason                                                             | 4 epizód                                                                                    |
| 1986       | Nyughatatlan fiatalok                 | The Young and the Restless              | Tyrone Jackson                                                    | 13 epizód                                                                                   |
| 1986       | Knight Rider                          | Knight Rider                            | Perata hadnagya                                                   | 1 epizód                                                                                    |
| 1985       |                                       | Webster                                 | Calvin                                                            | 1 epizód                                                                                    |
| 1985       |                                       | Brothers                                | Bobo                                                              | 1 epizód                                                                                    |
| 1984       |                                       | Hotel                                   | Ken Foster                                                        | 1 epizód                                                                                    |
| 1981       |                                       | 'Mr. Merlin                             | Sam / Kid                                                         | 4 epizód                                                                                    |
| 1980       |                                       | Vega$                                   | Tate                                                              | 1 epizód                                                                                    |
| 1966       | Star Trek                             | Star Trek: The Original Series          | fiú                                                               | 1 epizód                                                                                    |